# Anja Windl

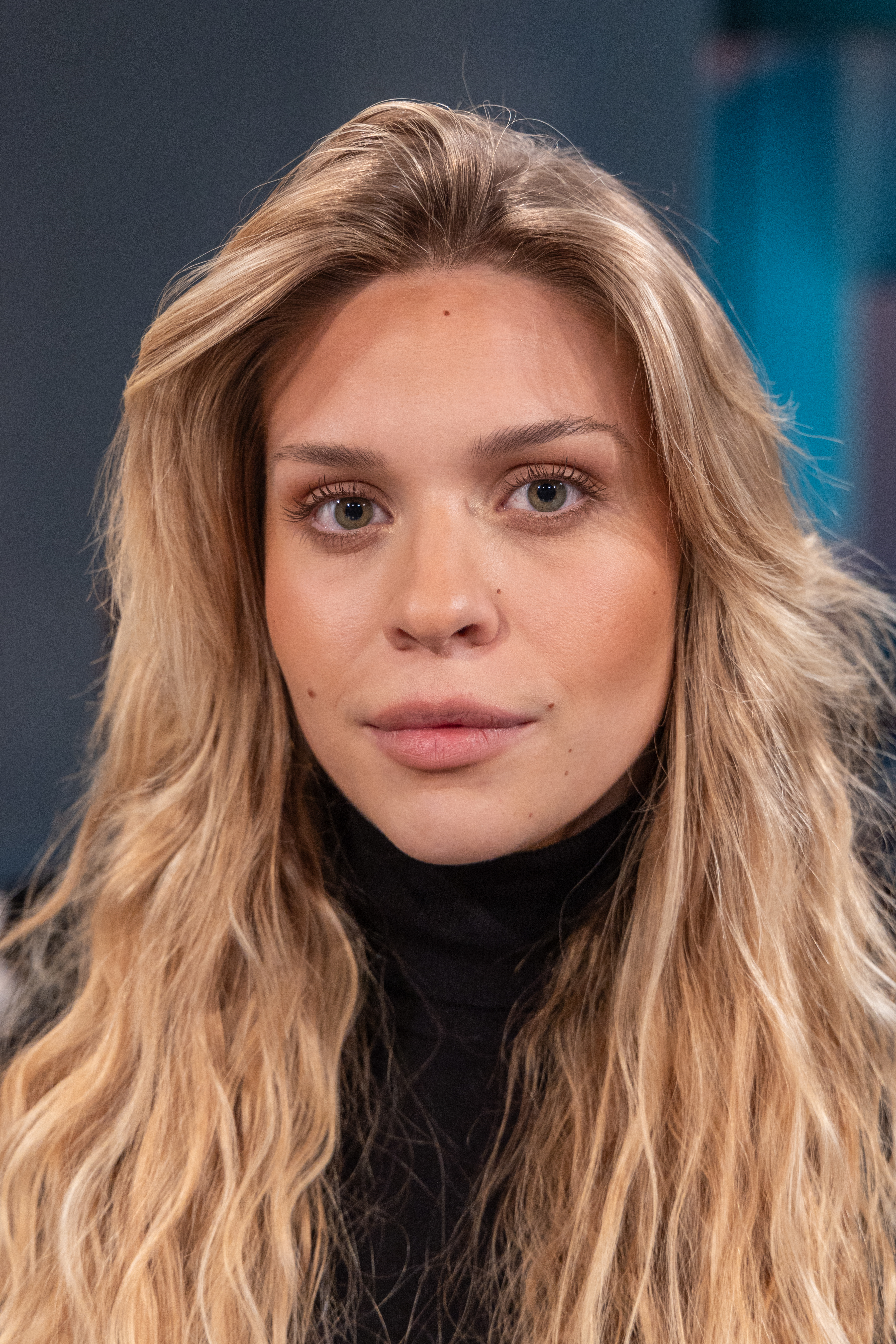
Anja Windl (2024)

Anja Windl (geboren 1997 in Niederbayern) ist eine deutsche Klimaaktivistin. Sie gehörte bis 2022 Fridays for Future und dann der Aktivistengruppe Letzte Generation Österreich an und gilt als eine der bekanntesten Klimaaktivistinnen in Österreich.

## Werdegang
Anja Windl wuchs in einer Familie mit fünf Geschwistern in einem niederbayerischen Dorf auf. Schon als Jugendliche interessierte sie sich für die Umwelt. Im Jahr 2017 zog sie nach Österreich, um Psychologie an der Universität Klagenfurt zu studieren. Sie lebt in Graz. Bevor sie bei der Letzten Generation aktiv wurde, war sie Mitglied von Fridays for Future.

## Aktivismus
Von Oktober 2022 bis August 2024 war Windl als Aktivistin bei der Letzten Generation und beteiligte sich an Aktionen des zivilen Ungehorsams, um auf die Klimakrise aufmerksam zu machen. Bekanntheit erlangte sie vor allem durch ihre mehrfachen Straßenblockaden, vor allem in innerstädtischen Bereichen. Mediale Aufmerksamkeit erhielt Windl nachdem die größte österreichische Gratis-Boulevard-Tageszeitung Heute sie wegen ihrer Haare „Klima-Shakira“ nannte. Zudem sorgte sie für Schlagzeilen, als sie in Wien Speiseöl auf einer vielbefahrenen Straße verschüttete. Im August 2023 klebte sie sich mit anderen Aktivisten auf der Nibelungenbrücke in Regensburg fest, über die eine Zufahrt zum BMW-Werk Regensburg führt.
Für Kritik sorgte eine Aktion im Januar 2025, als sie und andere Aktivisten im Zuge der Ankündigung von Koalitionsverhandlungen zwischen ÖVP und FPÖ die Fassade der ÖVP-Parteizentrale mit Hundekot beschmierten und auf diese im Eingangsbereich „Hier stinkts nach brauner Scheisse“ und „Ihr stinkt nach brauner Scheisse“ schrieben. Die Landespolizeidirektion Wien kündigte an, Windl wegen des Verdachts der Sachbeschädigung anzuzeigen.

## Mediale Präsenz

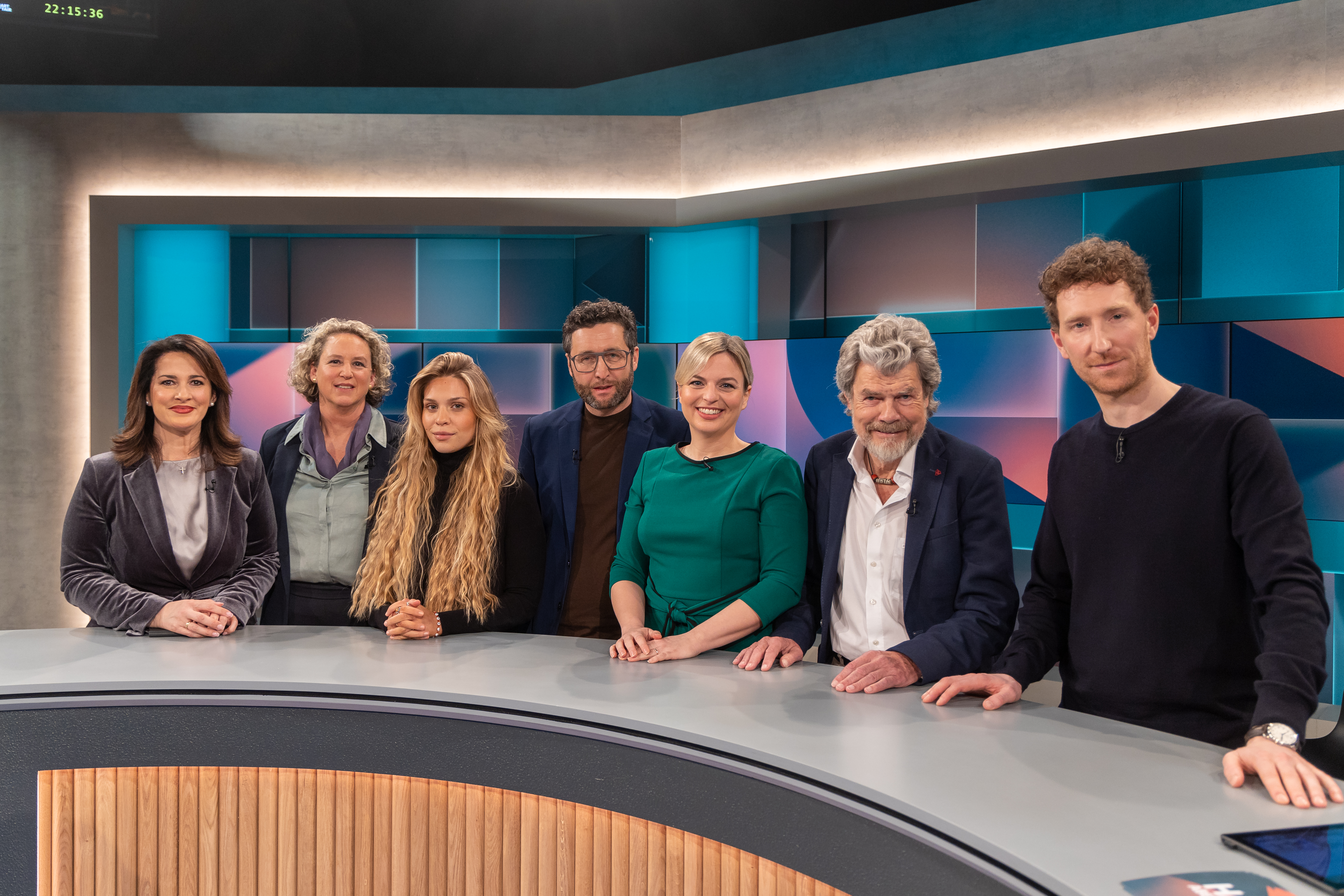
Anja Windl (dritte v.l.) bei hart aber fair (2024)

Im Jahr 2023 war Windl regelmäßig Gast bei oe24.tv. Am 10. Dezember 2023 war sie Gast im Polit-Talk-Format Im Zentrum auf ORF 2. Am 26. Februar 2024 nahm sie an der Folge Berge ohne Schnee: Ist Alpen-Tourismus noch okay? der Sendung hart aber fair des Ersten teil.
Am 3. Juli 2025 verließ Windl die laufende Livesendung von Talk im Hangar-7, die auf dem österreichischen Sender ServusTV ausgestrahlt wird, nachdem sie dort mit dem ebenfalls eingeladenen Schauspieler Albert Fortell und dem Unternehmer Thomas Eisenhuth einen heftigen verbalen Disput aufgrund gestellter Fragen und Vergleiche, unter anderem des Optimums in der Römerzeit hatte. Der ebenfalls eingeladene Grünen-Politiker Werner Kogler, der zuvor während der Sendung mehrfach Partei für Windl ergriffen hatte, bezeichnete sie nach ihrem Abgang als „überdreht“.

## Behördenverfahren
Im April 2023 wurde Windl vom österreichischen Bundesamt für Fremdenwesen und Asyl (BFA) einvernommen. Dabei prüften die Behörden ihre mögliche Ausweisung sowie ein Aufenthaltsverbot in Österreich. Unterstützung erhielt Windl dabei von Scientists for Future (S4F), einer Initiative von Wissenschaftlern zur Unterstützung der Schülerbewegung Fridays for Future.
Im November 2023 wurde Windl nach Protestaktionen in Wien festgenommen und in die Justizanstalt Wien-Josefstadt überstellt. Die Staatsanwaltschaft Wien beantragte Untersuchungshaft wegen des Verdachts der schweren Sachbeschädigung, da sie sich bei Protesten auf Straßen festbetoniert hatte. Das Landesgericht Wien lehnte den Antrag jedoch ab und entließ sie unter Auflagen. Mitte März 2024 verurteilte sie das Amtsgericht München zu einer Geldstrafe von 600 Euro (40 Tagessätze à 15 Euro), gegen die sie Berufung ankündigte. Im Mai 2024 verurteilte sie das Amtsgericht Regensburg für die Aktion auf der Nibelungenbrücke zu einer Geldstrafe von 80 Tagessätzen à 30 Euro.
Im Juni 2024 trat sie in Österreich eine 42-tägige Ersatzfreiheitsstrafe an, da sie über sie verhängte Geldstrafen, gegen die sie Einspruch erhoben hatte, nicht begleichen konnte. Während der Haft erkrankte sie, was sie auf die Haftbedingungen zurückführte.
Im April 2025 erteilte ihr das Bundesamt für Fremdenwesen und Asyl (BFA) ein zweijähriges Aufenthaltsverbot in Österreich, gegen das sie aber juristisch vorgehen möchte.
Im Mai 2025 erließ das Landgericht Stuttgart einen Strafbefehl über sie 5400 Euro Euro (180 Tagessätze à 30 Euro), da sie am Stuttgarter Flughafen ein Loch in den Zaun geschnitten und sich an der Rollbahn festgeklebt haben soll.